# Бабинци
Бабинци е село в Северна България. То се намира в община Тетевен, област Ловеч.

## География
Село Бабинци се намира в планински район, над Тетевен, на около 1000 метра надморска височина. Разположено е на едно от най-хубавите места в Предбалкана на Стара планина.
Селото е заобиколено от върховете Трескавец, Острич, Червен и Висок. Местността е карстова и за това в района има много пещери и скални образувания. Връх Острич е във формата на конус, с обща площ на върха не повече от 30 m2. На връх Трескавец са открити останки от антична крепост.

## История
За траките, римляните, павликяните и богомилите, живели в района на село Бабинци, свидетелстват немалко артeфакти, изнамерени от иманяри и археолози, част от които се намират и в музея на гр. Тетевен. През ХІІ век в района се заселват богомили, придошли от Тракия. Те оттук през XIV в., заселили местността Палтен, която е между Кирчево и Тетевен. Заселниците били една малка група от хора, които изградили махалата Бабовяне, регистрирана през 1483 г. и в османските регистри като част от село Градежниче, в които през 1479 г. пак от османски архивен документ, според К. Гозлер, живеели общо 11 домакинства. През годините 1545 и 1579 в махала Бабинци – част от село Градежница, не са регистрирани местни жители. След ХVІІ в. започнало заселването им, като заселниците били предимно от с. Галата, където живеят предимно помаци. 
Бабинчерите са участвали и в Руско-турската война през 1877–1878 г. За това свидетелства един паметник на загиналите през войната, изграден точно между землищата на Бабинци и Тетевен. След Руско-турската война махала Бабинци е опразнена, като земите ѝ били заграбени от жителите на Тетевен и махалата от градежченска станала тетевенска. През периода от 1880 до 1960 г. Бабинци отново се превърнала в махала, като по-голямата част от жителите се заселили от Глогово. 1980 година, Бабинци придобива статут на самостоятелно село.

## Население
Численост и дял на етническите групи според преброяването на населението през 2011 г.:
|                     | Численост | Дял (в %) |
| Общо                | 296       | 100,00    |
| Българи             | 279       | 94,25     |
| Турци               | 0         | 0,00      |
| Цигани              | 0         | 0,00      |
| Други               | 0         | 0,00      |
| Не се самоопределят | 0         | 0,00      |
| Неотговорили        | 14        | 4,72      |

## Редовни събития
Празникът на селото е на 6 май – Гергьовден. Има конни надбягвания, надпяване на местни фолклорни състави.
Празникът „Покров Богородичен“ се чества на 1 октомври на близкия връх Острич, където е имало стар кръст, а през 2005 г. на негово място е построен параклисът „Покров Богородичен“. Рано сутринта се отслужва Света литургия, присъстват както жителите на селото, така и хора от Тетевен и околностите. По-късно всички се събират на трапеза, да опитат традиционното за празника и региона меню – курбан, боб и мляко с ориз.

## Други
През 2006 година на връх Острич е построен параклис „Покров Богородичен“, с дарения от помаците на Бабинци. Празник на параклиса се провежда на първи октомври всяка година в подножието на върха.
На 25 март 2025 година, Благовещение, е открит параклис „Свето Благовещение Богородично“ в местността Висок край.